# Ellis Gibbons
Ellis Gibbons (Cambridge, 1573 – maggio 1603) è stato un compositore inglese, uno dei fratelli maggiori di Orlando Gibbons..

## Biografia
Suo padre William era uno dei suonatori di cornamusa della città di Oxford, ma si trasferì a Cambridge fra la nascita ed il battesimo di Orlando. Il fratello maggiore di Ellis, Edward Gibbons (1568-1650) divenne maestro del coro a Cambridge.
Ellis Gibbons era evidentemente considerato come una grande promessa dai suoi contemporanei, se all'età di 28 anni fu l'unico compositore, diverso dall'editore  Thomas Morley, a contribuire con due madrigali all'opera The Triumphs of Oriana (1601).
Ellis Gibbons non fu mai, e non avrebbe potuto esserlo, organista alla Cattedrale di Salisbury come riportato in alcune fonti.